# Jacksdale
Jacksdale – wieś w Anglii, w hrabstwie Nottinghamshire, w dystrykcie Ashfield. Leży 19 km na północny zachód od miasta Nottingham i 191 km na północny zachód od Londynu. W 2001 miejscowość liczyła 4943 mieszkańców.